# La pupa e il secchione (quinta edizione)
La quinta edizione del reality show La pupa e il secchione (dal titolo La pupa e il secchione Show) è andata in onda ogni martedì in prima serata su Italia 1 dal 15 marzo al 3 maggio 2022 per otto puntate con la conduzione di Barbara D'Urso, affiancata dalla giuria composta da Antonella Elia, Federico Fashion Style e Soleil Sorge.
L'edizione si è svolta presso la Tenuta Sant'Antonio a Guidonia Montecelio ed è stata presentata dallo studio 1 del Centro Titanus Elios a Roma. Rispetto alla terza e all'edizione precedente, il programma aveva abbandonato il formato di docu-reality registrato totalmente in esterna per tornare a quello di show in studio, con pubblico e giuria fissa, delle prime due edizioni. È stata inoltre reintrodotta la striscia quotidiana del programma, assente dalla seconda edizione, andata in onda su Italia 1 dal lunedì al venerdì alle 13:00, mentre dal 28 marzo al 2 maggio la striscia è stata introdotta anche in seconda serata su Canale 5 il lunedì e il giovedì fino al 14 aprile e in seguito dal 18 aprile al 2 maggio il lunedì e il venerdì, subito dopo la puntata serale de L'isola dei famosi in onda negli stessi giorni citati, ed entrambe le strisce quotidiane assumevano il titolo de La pupa e il secchione Short. La sigla di questa edizione è stata la canzone Lipstick di Kungs.
L'edizione è stata vinta dalla coppia formata da Maria Laura De Vitis ed Edoardo Baietti.

## Modalità di gioco
Il programma prevede che vengano messi a confronto due mondi: quello della cultura, rappresentato da studiosi con titoli di studio qualificati, e quello composto da persone che non sanno niente.
Pupe, pupi, secchioni e secchione vivono insieme in una sontuosa villa suddivisi a coppie. Nel corso della settimana l'obiettivo dei secchioni e delle secchione è quello di coinvolgere le pupe e i pupi nello studio di varie materie partendo dalle nozioni base; le pupe e i pupi provano invece a coinvolgere nella loro personale visione di socialità i secchioni e le secchione. Durante le puntate tutti sono chiamati ad affrontare prove di cultura e di coraggio.

## Concorrenti
L'età dei concorrenti si riferisce al momento dell'ingresso nella villa.

### Le pupe e i secchioni
| Le Pupe              | Le Pupe | Le Pupe                                                              | Le Pupe                 | Le Pupe              |
| Nome                 | Età     | Professione                                                          | Luogo di nascita        | Stato                |
| -------------------- | ------- | -------------------------------------------------------------------- | ----------------------- | -------------------- |
| Maria Laura De Vitis | 23 anni | Personaggio TV, modella e influencer                                 | Reggio Emilia           | Vincitrice           |
| Emy Buono            | 23 anni | Cubista                                                              | Napoli                  | Seconda classificata |
| Asia Valente         | 25 anni | Influencer, personaggio TV                                           | Benevento               | Quarta classificata  |
| Mila Suarez          | 34 anni | Modella, personaggio TV                                              | Casablanca              | Sesta classificata   |
| Elena Morali         | 32 anni | Influencer e personaggio TV, ex concorrente La pupa e il secchione 2 | Ponte San Pietro        | Settima classificata |
| Laura Comaschi       | 23 anni | Ragazza immagine e impiegata                                         | Pavia                   | Eliminata            |
| Paola Caruso         | 37 anni | Showgirl                                                             | Catanzaro               | Espulsa              |
| Nicole Di Mario      | 25 anni | Reginetta di bellezza                                                | Roma                    | Eliminata            |
| Vera Miales          | 36 anni | Personaggio TV                                                       | Moldavia                | Eliminata            |
| Flavia Vento         | 44 anni | Showgirl, ex modella                                                 | Roma                    | Ritirata             |
| I Secchioni          |         |                                                                      |                         |                      |
| Nome                 | Età     | Professione                                                          | Luogo di nascita        | Stato                |
| Edoardo Baietti      | 27 anni | Giornalista                                                          | Piacenza                | Vincitore            |
| Alessandro De Meo    | 25 anni | Studente                                                             | Bologna                 | Secondo classificato |
| Mirko Gancitano      | 30 anni | Videomaker, producer                                                 | Mazara del Vallo        | Quarto classificato  |
| Gianmarco Onestini   | 25 anni | Studente, influencer, personaggio TV                                 | Castel San Pietro Terme | Sesto classificato   |
| Aristide Malnati     | 57 anni | Papirologo, giornalista, egittologo, personaggio televisivo          | Milano                  | Settimo classificato |
| Orlando Puoti        | 42 anni | Amministratore scolastico, animatore                                 | Gricignano di Aversa    | Eliminato            |
| Ivan Vettoretto      | 21 anni | Studente, programmatore informatico                                  | Torino                  | Eliminato            |
| Nicolò Scalfi        | 23 anni | Giornalista sportivo                                                 | Brescia                 | Eliminato            |

### I pupi e le secchione
| I Pupi              | I Pupi  | I Pupi                            | I Pupi           | I Pupi              |
| Nome                | Età     | Professione                       | Luogo di nascita | Stato               |
| ------------------- | ------- | --------------------------------- | ---------------- | ------------------- |
| Francesco Chiofalo  | 33 anni | Influencer                        | Roma             | Terzo classificato  |
| Denis Dosio         | 21 anni | Influencer, personaggio TV        | Forlì            | Quinto classificato |
| Alessio Tripi       | 26 anni | Body builder                      | Firenze          | Eliminato           |
| Le Secchione        |         |                                   |                  |                     |
| Nome                | Età     | Professione                       | Luogo di nascita | Stato               |
| Valentina Matteucci | 23 anni | Studentessa                       | Ancona           | Terza classificata  |
| Annaclara Hellwig   | 28 anni | Docente di geografia e matematica | Trapani          | Quinta classificata |
| Ilaria Bruni        | 28 anni | Programmatrice di videogiochi     | Ascoli Piceno    | Eliminata           |

## Tabella delle nomination
Legenda
     Coppia vincitrice della puntata e immune dalle nomination/Coppia vincitrice della prova
     Coppia immune dalle nomination
     Coppia non votante
     Coppia salvata dai giudici dal bagno di cultura/Salvata dall'eliminazione
     Coppia al bagno di cultura/Ultima classificata
     Coppia eliminata
     Coppia sospesa in seguito ad un provvedimento disciplinare
| Pupa/o                          | Secchione/a                     | Settimana 1       | Settimana 2            | Settimana 3                       | Settimana 4                                | Settimana 5                                | Settimana 6                                | Settimana 7                                | Ultima settimana                           | Ultima settimana                               | Ultima settimana                               | Ultima settimana                               | Ultima settimana                               | Ultima settimana                               | Numero totale di nomination |
| Pupa/o                          | Secchione/a                     | Giorno 1          | Giorno 8               | Giorno 15                         | Giorno 22                                  | Giorno 29                                  | Giorno 36                                  | Giorno 43                                  | Giorno 50                                  | Giorno 50                                      | Giorno 50                                      | Giorno 50                                      | Giorno 50                                      | Giorno 50                                      | Numero totale di nomination |
| ------------------------------- | ------------------------------- | ----------------- | ---------------------- | --------------------------------- | ------------------------------------------ | ------------------------------------------ | ------------------------------------------ | ------------------------------------------ | ------------------------------------------ | ---------------------------------------------- | ---------------------------------------------- | ---------------------------------------------- | ---------------------------------------------- | ---------------------------------------------- | --------------------------- |
| Coppia vincitrice della puntata | Coppia vincitrice della puntata | Flavia e Aristide | Asia, Emy e Alessandro | Francesco e Annaclara             | Denis e Ilaria                             | Elena e Aristide                           | Emy e Alessandro                           | Emy e Alessandro                           | Nessuno                                    | Nessuno                                        | Nessuno                                        | Nessuno                                        | Nessuno                                        | Nessuno                                        | Numero totale di nomination |
| Maria Laura                     | Edoardo                         | Non in coppia     | Non in coppia          | Non in coppia                     | Non in coppia                              | Non in coppia                              | Non in coppia                              | Non votanti                                | Salvati                                    | Salvati                                        | A rischio                                      | A rischio                                      | In finalissima                                 | Vincitori (Settimana 8 - Giorno 50)            | 0                           |
| Emy                             | Alessandro                      | In gara con Asia  | In gara con Asia       | In gara con Asia                  | Nicole e Ivan                              | Non votanti                                | Elena e Aristide                           | Elena e Aristide                           | Salvati                                    | In finalissima                                 | In finalissima                                 | In finalissima                                 | In finalissima                                 | Secondi classificati (Settimana 8 - Giorno 50) | 4                           |
| Francesco                       | Valentina                       | Non in coppia     | Non in coppia          | Non in coppia                     | Non in coppia                              | Non in coppia                              | Non in coppia                              | Elena e Aristide                           | Salvati                                    | Salvati                                        | Salvati                                        | A rischio                                      | Ultimi                                         | Terzi classificati (Settimana 8 - Giorno 50)   | 0                           |
| Asia                            | Mirko                           | Non in coppia     | Non in coppia          | Non in coppia                     | Nicole e Ivan                              | Maria Laura e Alessandro                   | Alessio e Valentina                        | Alessio e Ilaria                           | Salvati                                    | Salvati                                        | Salvati                                        | Ultimi                                         | Quarti classificati (Settimana 8 - Giorno 50)  | Quarti classificati (Settimana 8 - Giorno 50)  | 4                           |
| Denis                           | Annaclara                       | Non in coppia     | Non in coppia          | Non in coppia                     | Non in coppia                              | Non in coppia                              | Non in coppia                              | Elena e Aristide                           | Salvati                                    | Salvati                                        | A rischio                                      | Quinti classificati (Settimana 8 - Giorno 50)  | Quinti classificati (Settimana 8 - Giorno 50)  | Quinti classificati (Settimana 8 - Giorno 50)  | 0                           |
| Mila                            | Gianmarco                       | Non in coppia     | Non in coppia          | Non in coppia                     | Non in coppia                              | Asia e Mirko                               | Alessio e Valentina                        | Alessio e Ilaria                           | A rischio                                  | Ultimi                                         | Sesti classificati (Settimana 8 - Giorno 50)   | Sesti classificati (Settimana 8 - Giorno 50)   | Sesti classificati (Settimana 8 - Giorno 50)   | Sesti classificati (Settimana 8 - Giorno 50)   | 0                           |
| Elena                           | Aristide                        | Non in gara       | Non in gara            | Alessio e Valentina               | Emy e Alessandro                           | Maria Laura e Alessandro                   | Alessio e Valentina                        | Alessio e Ilaria                           | A rischio                                  | Settimi classificati (Settimana 8 - Giorno 50) | Settimi classificati (Settimana 8 - Giorno 50) | Settimi classificati (Settimana 8 - Giorno 50) | Settimi classificati (Settimana 8 - Giorno 50) | Settimi classificati (Settimana 8 - Giorno 50) | 8                           |
| Alessio                         | Ilaria                          | Non in coppia     | Non in coppia          | Non in coppia                     | Non in coppia                              | Non in coppia                              | Non in coppia                              | Asia e Mirko                               | Eliminati (Settimana 7 - Giorno 43)        | Eliminati (Settimana 7 - Giorno 43)            | Eliminati (Settimana 7 - Giorno 43)            | Eliminati (Settimana 7 - Giorno 43)            | Eliminati (Settimana 7 - Giorno 43)            | Eliminati (Settimana 7 - Giorno 43)            | 3                           |
| Laura                           | Orlando                         | Non votanti       | Alessio e Valentina    | Nicole e Ivan                     | Emy e Alessandro                           | Denis e Ilaria                             | Eliminati (Settimana 5 - Giorno 29)        | Eliminati (Settimana 5 - Giorno 29)        | Eliminati (Settimana 5 - Giorno 29)        | Eliminati (Settimana 5 - Giorno 29)            | Eliminati (Settimana 5 - Giorno 29)            | Eliminati (Settimana 5 - Giorno 29)            | Eliminati (Settimana 5 - Giorno 29)            | Eliminati (Settimana 5 - Giorno 29)            | 7                           |
| Paola                           | Edoardo                         | Non in gara       | Non in gara            | Non in gara                       | Immuni                                     | Sospesi                                    | Espulsa (Settimana 5 - Giorno 29)          | Espulsa (Settimana 5 - Giorno 29)          | Espulsa (Settimana 5 - Giorno 29)          | Espulsa (Settimana 5 - Giorno 29)              | Espulsa (Settimana 5 - Giorno 29)              | Espulsa (Settimana 5 - Giorno 29)              | Espulsa (Settimana 5 - Giorno 29)              | Espulsa (Settimana 5 - Giorno 29)              | 0                           |
| Nicole                          | Ivan                            | Immuni            | Immuni                 | Laura e Orlando                   | Emy e Alessandro                           | Eliminati (Settimana 4 - Giorno 22)        | Eliminati (Settimana 4 - Giorno 22)        | Eliminati (Settimana 4 - Giorno 22)        | Eliminati (Settimana 4 - Giorno 22)        | Eliminati (Settimana 4 - Giorno 22)            | Eliminati (Settimana 4 - Giorno 22)            | Eliminati (Settimana 4 - Giorno 22)            | Eliminati (Settimana 4 - Giorno 22)            | Eliminati (Settimana 4 - Giorno 22)            | 6                           |
| Vera                            | Nicolò                          | Non votanti       | Mila e Mirko           | Laura e Orlando                   | Eliminati (Settimana 3 - Giorno 15)        | Eliminati (Settimana 3 - Giorno 15)        | Eliminati (Settimana 3 - Giorno 15)        | Eliminati (Settimana 3 - Giorno 15)        | Eliminati (Settimana 3 - Giorno 15)        | Eliminati (Settimana 3 - Giorno 15)            | Eliminati (Settimana 3 - Giorno 15)            | Eliminati (Settimana 3 - Giorno 15)            | Eliminati (Settimana 3 - Giorno 15)            | Eliminati (Settimana 3 - Giorno 15)            | 1                           |
| Flavia                          | Aristide                        | Non votanti       | Vera e Nicolò          | Ritirata (Settimana 2 - Giorno 8) | Ritirata (Settimana 2 - Giorno 8)          | Ritirata (Settimana 2 - Giorno 8)          | Ritirata (Settimana 2 - Giorno 8)          | Ritirata (Settimana 2 - Giorno 8)          | Ritirata (Settimana 2 - Giorno 8)          | Ritirata (Settimana 2 - Giorno 8)              | Ritirata (Settimana 2 - Giorno 8)              | Ritirata (Settimana 2 - Giorno 8)              | Ritirata (Settimana 2 - Giorno 8)              | Ritirata (Settimana 2 - Giorno 8)              | 0                           |
|                                 |                                 |                   |                        |                                   |                                            |                                            |                                            |                                            |                                            |                                                |                                                |                                                |                                                |                                                |                             |
| Pupa/o                          | Secchione/a                     | Ex coppie         | Ex coppie              | Ex coppie                         | Ex coppie                                  | Ex coppie                                  | Ex coppie                                  | Ex coppie                                  | Ex coppie                                  | Ex coppie                                      | Ex coppie                                      | Ex coppie                                      | Ex coppie                                      | Ex coppie                                      | Ex coppie                   |
| Mila                            | Gianmarco ed Edoardo            | Non in coppia     | Non in coppia          | Non in coppia                     | Non in coppia                              | Non in coppia                              | Non in coppia                              | Non votanti                                | Cambio di coppia (Settimana 7 - Giorno 43) | Cambio di coppia (Settimana 7 - Giorno 43)     | Cambio di coppia (Settimana 7 - Giorno 43)     | Cambio di coppia (Settimana 7 - Giorno 43)     | Cambio di coppia (Settimana 7 - Giorno 43)     | Cambio di coppia (Settimana 7 - Giorno 43)     | 0                           |
| Alessio                         | Valentina                       | Non votanti       | Laura e Orlando        | Elena e Aristide                  | Nicole e Ivan                              | Maria Laura e Alessandro                   | Asia e Mirko                               | Non votanti                                | Cambio di coppia (Settimana 7)             | Cambio di coppia (Settimana 7)                 | Cambio di coppia (Settimana 7)                 | Cambio di coppia (Settimana 7)                 | Cambio di coppia (Settimana 7)                 | Cambio di coppia (Settimana 7)                 | 8                           |
| Denis                           | Ilaria                          | Non votanti       | Laura e Orlando        | Mila e Mirko                      | Laura e Orlando                            | Maria Laura e Alessandro                   | Elena e Aristide                           | Non votanti                                | Cambio di coppia (Settimana 7)             | Cambio di coppia (Settimana 7)                 | Cambio di coppia (Settimana 7)                 | Cambio di coppia (Settimana 7)                 | Cambio di coppia (Settimana 7)                 | Cambio di coppia (Settimana 7)                 | 1                           |
| Francesco                       | Annaclara                       | Non votanti       | Laura e Orlando        | Nicole e Ivan                     | Nicole e Ivan                              | Maria Laura e Alessandro                   | Elena e Aristide                           | Non votanti                                | Cambio di coppia (Settimana 7)             | Cambio di coppia (Settimana 7)                 | Cambio di coppia (Settimana 7)                 | Cambio di coppia (Settimana 7)                 | Cambio di coppia (Settimana 7)                 | Cambio di coppia (Settimana 7)                 | 0                           |
| Maria Laura                     | Alessandro                      | Non in coppia     | Non in coppia          | Non in coppia                     | Non in coppia                              | Asia e Mirko                               | Non votanti                                | Cambio di coppia (Settimana 6 - Giorno 36) | Cambio di coppia (Settimana 6 - Giorno 36) | Cambio di coppia (Settimana 6 - Giorno 36)     | Cambio di coppia (Settimana 6 - Giorno 36)     | Cambio di coppia (Settimana 6 - Giorno 36)     | Cambio di coppia (Settimana 6 - Giorno 36)     | Cambio di coppia (Settimana 6 - Giorno 36)     | 5                           |
| Maria Laura                     | Gianmarco                       | Immuni            | Immuni                 | Alessio e Valentina               | Emy e Alessandro                           | Non votanti                                | Cambio di coppia (Settimana 5 - Giorno 29) | Cambio di coppia (Settimana 5 - Giorno 29) | Cambio di coppia (Settimana 5 - Giorno 29) | Cambio di coppia (Settimana 5 - Giorno 29)     | Cambio di coppia (Settimana 5 - Giorno 29)     | Cambio di coppia (Settimana 5 - Giorno 29)     | Cambio di coppia (Settimana 5 - Giorno 29)     | Cambio di coppia (Settimana 5 - Giorno 29)     | 0                           |
| Mila                            | Mirko                           | Non votanti       | Laura e Orlando        | Alessio e Valentina               | Non votanti                                | Cambio di coppia (Settimana 4 - Giorno 22) | Cambio di coppia (Settimana 4 - Giorno 22) | Cambio di coppia (Settimana 4 - Giorno 22) | Cambio di coppia (Settimana 4 - Giorno 22) | Cambio di coppia (Settimana 4 - Giorno 22)     | Cambio di coppia (Settimana 4 - Giorno 22)     | Cambio di coppia (Settimana 4 - Giorno 22)     | Cambio di coppia (Settimana 4 - Giorno 22)     | Cambio di coppia (Settimana 4 - Giorno 22)     | 2                           |
| Asia ed Emy                     | Alessandro                      | Non votanti       | Alessio e Valentina    | Elena e Aristide                  | Cambio di coppia (Settimana 4 - Giorno 22) | Cambio di coppia (Settimana 4 - Giorno 22) | Cambio di coppia (Settimana 4 - Giorno 22) | Cambio di coppia (Settimana 4 - Giorno 22) | Cambio di coppia (Settimana 4 - Giorno 22) | Cambio di coppia (Settimana 4 - Giorno 22)     | Cambio di coppia (Settimana 4 - Giorno 22)     | Cambio di coppia (Settimana 4 - Giorno 22)     | Cambio di coppia (Settimana 4 - Giorno 22)     | Cambio di coppia (Settimana 4 - Giorno 22)     | 0                           |

## Dettaglio delle puntate

### Prima puntata
- Data: 15 marzo 2022
- Ospiti: Drusilla Gucci
- Coppie: Durante la puntata vengono formate le coppie; al termine della puntata la giuria sceglie la coppia vincitrice della puntata, che si aggiudica il soggiorno nella "suite imperiale" per tutta la settimana, e le due coppie peggiori, che si affrontano nella prova del Bagno di cultura. A fine puntata viene svelato che la coppia perdente di questa puntata non viene eliminata, ma che dovrà dormire nello "sgabuzzo" per tutta la settimana.

| Pupa/o      | Secchione/a | Esito                                      |
| ----------- | ----------- | ------------------------------------------ |
| Flavia      | Aristide    | Vincitori di puntata                       |
| Alessio     | Valentina   | Salvi                                      |
| Denis       | Ilaria      | Salvi                                      |
| Maria Laura | Gianmarco   | Salvi                                      |
| Francesco   | Annaclara   | Salvi                                      |
| Laura       | Orlando     | Salvi                                      |
| Vera        | Nicolò      | Salvi                                      |
| Nicole      | –           | Salva                                      |
| Mila        | Mirko       | Salvi al Bagno di Cultura                  |
| Asia ed Emy | Alessandro  | Perdono al Bagno di cultura, Non eliminati |
| Paola       | -           | Non in gara                                |

### Seconda puntata
- Data: 22 marzo 2022
- Pupa per una sera: Lucrezia "Lulù" Hailé Selassié
- Ospiti: Guenda Goria[26]
- Coppie: Nella puntata vengono formate altre due coppie, Gianmarco ha potuto scegliere la pupa tra Maria Laura e Nicole, che nella scorsa puntata non avevano il secchione. La pupa rimanente è stata accoppiata ad un nuovo secchione entrato in questa puntata, Ivan. Alessandro invece doveva scegliere quale pupa tenere ma gli è stato concesso un'altra settimana con entrambe. Tutte le coppie hanno fatto le nomination per l'eliminazione, tra le due coppie più nominate i giudici hanno scelto quale mandare al Bagno di cultura insieme alla coppia peggiore della puntata. La puntata doveva essere ad eliminazione ma Barbara, con il supporto dei giudici e del pubblico, ha deciso che la coppia perdente di questa puntata non viene eliminata, ma che dovrà dormire nello "sgabuzzo" per tutta la settimana.
- Prove: Zucca quiz, Interpretazione dei Måneskin, Car Wash, Bagno di cultura.

| Pupa/o      | Secchione/a | Punteggi prove della puntata | Punteggi prove della puntata | Punteggi prove della puntata | Punteggi prove della puntata | Punteggi prove della puntata | Punteggi prove della puntata | Punteggi prove della puntata | Punteggi prove della puntata | Punteggi prove della puntata | Classifica con il punteggio totale della puntata | Esito                                      |
| Pupa/o      | Secchione/a | 1ª                           | 2ª                           | 2ª                           | 2ª                           | 2ª                           | 3ª                           | 3ª                           | 3ª                           | 3ª                           | Classifica con il punteggio totale della puntata | Esito                                      |
| Pupa/o      | Secchione/a | 1ª                           | Soleil                       | Federico                     | Antonella                    | Totale                       | Soleil                       | Federico                     | Antonella                    | Totale                       | Classifica con il punteggio totale della puntata | Esito                                      |
| ----------- | ----------- | ---------------------------- | ---------------------------- | ---------------------------- | ---------------------------- | ---------------------------- | ---------------------------- | ---------------------------- | ---------------------------- | ---------------------------- | ------------------------------------------------ | ------------------------------------------ |
| Asia ed Emy | Alessandro  | 1                            | 10                           | 10                           | 8                            | 28                           | 10                           | 10                           | 10                           | 30                           | 64                                               | Vincitori di puntata                       |
| Laura       | Orlando     | 3                            | 10                           | 6                            | 10                           | 26                           | 7                            | 7                            | 8                            | 22                           | 51                                               | Nominati, salvi al Bagno di cultura        |
| Denis       | Ilaria      | 3                            | 9                            | 2                            | 7                            | 18                           | 10                           | 8                            | 10                           | 28                           | 49                                               | Salvi                                      |
| Alessio     | Valentina   | 1                            | 10                           | 4                            | 8                            | 22                           | 10                           | 4                            | 8                            | 22                           | 45                                               | Nominati, salvi                            |
| Francesco   | Annaclara   | 3                            | 10                           | 4                            | 8                            | 22                           | 6                            | 8                            | 6                            | 20                           | 45                                               | Salvi                                      |
| Mila        | Mirko       | 1                            | 6                            | 10                           | 10                           | 26                           | 0                            | 8                            | 5                            | 13                           | 40                                               | Salvi                                      |
| Vera        | Nicolò      | 1                            | 10                           | 8                            | 5                            | 23                           | 4                            | 4                            | 4                            | 12                           | 36                                               | Salvi                                      |
| Flavia      | Aristide    | 1                            | 7                            | 1                            | 4                            | 12                           | 10                           | 8                            | 4                            | 22                           | 35                                               | Perdono al Bagno di cultura, Non eliminati |
| Maria Laura | Gianmarco   | Non in gara                  | Non in gara                  | Non in gara                  | Non in gara                  | Non in gara                  | Non in gara                  | Non in gara                  | Non in gara                  | Non in gara                  | Non in gara                                      | Non in gara                                |
| Nicole      | Ivan        | Non in gara                  | Non in gara                  | Non in gara                  | Non in gara                  | Non in gara                  | Non in gara                  | Non in gara                  | Non in gara                  | Non in gara                  | Non in gara                                      | Non in gara                                |
| Paola       | -           | Non in gara                  | Non in gara                  | Non in gara                  | Non in gara                  | Non in gara                  | Non in gara                  | Non in gara                  | Non in gara                  | Non in gara                  | Non in gara                                      | Non in gara                                |

### Terza puntata
- Data: 29 marzo 2022
- Pupa per una sera: Clizia Incorvaia
- Ospiti: Flavia Vento[26] e Guenda Goria
- Coppie: In puntata viene formata una nuova coppia, Aristide viene accoppiato con Elena, entrata in questa puntata dopo il ritiro di Flavia. Tutte le coppie in gara hanno fatto le nomination per l'eliminazione, tra le due coppie più nominate i giudici hanno scelto quale mandare al Bagno di cultura insieme alla coppia peggiore della puntata.
- Prove: Zucca quiz, Interpretazione canzoni di successo, Body painting, Bagno di cultura.

| Pupa/o      | Secchione/a | Punteggi prove della puntata | Punteggi prove della puntata | Punteggi prove della puntata | Punteggi prove della puntata | Punteggi prove della puntata | Punteggi prove della puntata | Punteggi prove della puntata | Punteggi prove della puntata | Punteggi prove della puntata | Classifica con il punteggio totale della puntata | Esito                                  |
| Pupa/o      | Secchione/a | 1ª                           | 2ª                           | 2ª                           | 2ª                           | 2ª                           | 3ª                           | 3ª                           | 3ª                           | 3ª                           | Classifica con il punteggio totale della puntata | Esito                                  |
| Pupa/o      | Secchione/a | 1ª                           | Soleil                       | Federico                     | Antonella                    | Totale                       | Soleil                       | Federico                     | Antonella                    | Totale                       | Classifica con il punteggio totale della puntata | Esito                                  |
| ----------- | ----------- | ---------------------------- | ---------------------------- | ---------------------------- | ---------------------------- | ---------------------------- | ---------------------------- | ---------------------------- | ---------------------------- | ---------------------------- | ------------------------------------------------ | -------------------------------------- |
| Francesco   | Annaclara   | 6                            | 10                           | 10                           | 8                            | 28                           | 10                           | 9                            | 9                            | 28                           | 62                                               | Vincitori di puntata                   |
| Laura       | Orlando     | 4                            | 10                           | 10                           | 8                            | 28                           | 10                           | 9                            | 9                            | 28                           | 60                                               | Nominati, salvi                        |
| Denis       | Ilaria      | 4                            | 10                           | 9                            | 9                            | 28                           | 10                           | 7                            | 10                           | 27                           | 59                                               | Salvi                                  |
| Asia ed Emy | Alessandro  | 6                            | 10                           | 10                           | 10                           | 30                           | 6                            | 7                            | 7                            | 20                           | 56                                               | Salvi                                  |
| Alessio     | Valentina   | 4                            | 10                           | 9                            | 9                            | 28                           | 10                           | 6                            | 7                            | 23                           | 55                                               | Nominati, salvi                        |
| Elena       | Aristide    | 6                            | 8                            | 8                            | 5                            | 21                           | 8                            | 9                            | 10                           | 27                           | 54                                               | Nominati, salvi                        |
| Maria Laura | Gianmarco   | 4                            | 7                            | 8                            | 10                           | 25                           | 3                            | 10                           | 6                            | 19                           | 48                                               | Salvi                                  |
| Mila        | Mirko       | 4                            | 7                            | 8                            | 10                           | 25                           | 4                            | 2                            | 5                            | 11                           | 45                                               | Salvi                                  |
| Nicole      | Ivan        | 6                            | 6                            | 7                            | 7                            | 20                           | 6                            | 6                            | 6                            | 18                           | 44                                               | Nominati, salvi al Bagno di cultura    |
| Vera        | Nicolò      | 4                            | 7                            | 7                            | 7                            | 21                           | 4                            | 4                            | 6                            | 14                           | 39                                               | Perdono al Bagno di cultura, Eliminati |
| Paola       | -           | Non in gara                  | Non in gara                  | Non in gara                  | Non in gara                  | Non in gara                  | Non in gara                  | Non in gara                  | Non in gara                  | Non in gara                  | Non in gara                                      | Non in gara                            |

### Quarta puntata
- Data: 5 aprile 2022
- Pupo per una sera: Alex Belli
- Ospiti: Flavia Vento[26]
- Coppie: In puntata vengono formate nuove coppie, Paola entra in gioco e viene accoppiata a Edoardo. Alessandro deve scegliere quale pupa tenere tra Emy e Asia, la non scelta deve sfidare una pupa a sua scelta per cercare di "rubare" il suo secchione, la scelta ricade su Mila che perde la prova, non viene eliminata ma diventa la "pupa insidiosa" che tenterà di insidiare un secchione in modo da sceglierla nella prossima puntata. Le nuove coppie formate sono Alessandro con Emy e Asia con Mirko. Tutte le coppie in gara hanno fatto le nomination per l'eliminazione, tra le due coppie più nominate i giudici hanno scelto quale mandare al Bagno di cultura insieme alla coppia peggiore della puntata.
- Prove: Zucca quiz, Riconoscimento, Interpretazione di Achille Lauro, Prova in fattoria, Bagno di cultura.

| Denis       | Ilaria     | 4           | 8           | 9           | 9           | 10          | 28          | 8           | 53          | Vincitori di puntata                             |             |             |
| Francesco   | Annaclara  | 4           | 8           | 9           | 9           | 10          | 28          | 4           | 49          | Salvi                                            |             |             |
| Nicole      | Ivan       | 4           | 8           | 10          | 6           | 10          | 26          | 8           | 46          | Nominati, perdono al Bagno di cultura, Eliminati |             |             |
| Laura       | Orlando    | 4           | 4           | 10          | 10          | 10          | 30          | 8           | 46          | Salvi                                            |             |             |
| Asia ed Emy | Alessandro | 4           | 8           | 10          | 10          | 10          | 30          | 4           | 46          | Nominati, salvi                                  |             |             |
| Alessio     | Valentina  | 2           | 8           | 10          | 7           | 10          | 27          | 8           | 45          | Salvi                                            |             |             |
| Mila        | Mirko      | 4           | 4           | 10          | 9           | 10          | 29          | 4           | 41          | Salvi                                            |             |             |
| Maria Laura | Gianmarco  | 4           | 8           | 8           | 6           | 10          | 24          | 4           | 40          | Salvi                                            |             |             |
| Elena       | Aristide   | 6           | 0           | 8           | 8           | 10          | 26          | 4           | 36          | Salvi al Bagno di cultura                        |             |             |
| Asia        | Mirko      | Immuni      | Immuni      | Immuni      | Immuni      | Immuni      | Immuni      | Immuni      | Immuni      | Immuni                                           | Immuni      | Immuni      |
| Paola       | Edoardo    | Non in gara | Non in gara | Non in gara | Non in gara | Non in gara | Non in gara | Non in gara | Non in gara | Non in gara                                      | Non in gara | Non in gara |

### Quinta puntata
- Data: 12 aprile 2022
- Pupa per una sera: Malena
- Ospiti: Flavia Vento, Nicole Di Mario[26], Drusilla Gucci[26], Nicolò Scalfi[26]
- Coppie: In puntata vengono formate nuove coppie. I secchioni dovevano scegliere se cambiare la propria pupa con la "pupa insidiosa", solo Gianmarco decide di cambiare e viene accoppiato a Mila. Maria Laura sceglie quale pupa sfidare per cercare di rubarle il secchione e la sua scella scelta ricade su Emy che perde la prova, non viene eliminata ma diventa la "pupa insidiosa". Le nuove coppie formate sono Mila con Gianmarco e Maria Laura con Alessandro. Paola viene squalificata e viene data una punizione a Mila. Tutte le coppie in gara hanno fatto le nomination per l'eliminazione, tra le due coppie più nominate i giudici hanno scelto quale mandare al Bagno di cultura insieme alla coppia peggiore della puntata.
- Prove: Zucca quiz, TG Pupa, Prova sushi, Interpretazione degli ABBA, Prova baywatch, Bagno di cultura.

| Pupa/o      | Secchione/a | Punteggi prove della puntata | Punteggi prove della puntata | Punteggi prove della puntata | Punteggi prove della puntata | Punteggi prove della puntata | Classifica con il punteggio totale della puntata | Esito                                  |
| Pupa/o      | Secchione/a | 1ª                           | 2ª                           | 3ª                           | 4ª                           | 5ª                           | Classifica con il punteggio totale della puntata | Esito                                  |
| ----------- | ----------- | ---------------------------- | ---------------------------- | ---------------------------- | ---------------------------- | ---------------------------- | ------------------------------------------------ | -------------------------------------- |
| Elena       | Aristide    | 6                            | N.D.                         | N.D.                         | 24                           | N.D.                         | 91                                               | Vincitori di puntata                   |
| Maria Laura | Alessandro  | N.D.                         | N.D.                         | N.D.                         | N.D.                         | N.D.                         | 83                                               | Nominati, salvi al Bagno di cultura    |
| Denis       | Ilaria      | 6                            | N.D.                         | N.D.                         | 24                           | N.D.                         | 81                                               | Salvi                                  |
| Francesco   | Annaclara   | 3                            | N.D.                         | N.D.                         | 29                           | N.D.                         | 81                                               | Salvi                                  |
| Alessio     | Valentina   | 3                            | N.D.                         | N.D.                         | 22                           | N.D.                         | 77                                               | Salvi                                  |
| Asia        | Mirko       | 6                            | N.D.                         | N.D.                         | 29                           | N.D.                         | 77                                               | Nominati, salvi                        |
| Laura       | Orlando     | 6                            | N.D.                         | N.D.                         | 30                           | N.D.                         | 76                                               | Perdono al Bagno di cultura, Eliminati |
| Mila        | Gianmarco   | Immuni                       | Immuni                       | Immuni                       | Immuni                       | Immuni                       | Immuni                                           | Immuni                                 |
| Paola       | Edoardo     | Non in gara                  | Non in gara                  | Non in gara                  | Non in gara                  | Non in gara                  | Non in gara                                      | Non in gara                            |

### Sesta puntata
- Data: 19 aprile 2022
- Pupa per una sera: Alessia Macari
- Ospiti: Paola Caruso, Flavia Vento, Luca Onestini, Guenda Goria, Manuel Dosio
- Coppie: In puntata vengono formate nuove coppie. I secchioni dovevano scegliere se cambiare la propria pupa con la "pupa insidiosa", solo Alessandro decide di cambiare e viene accoppiato ad Emy. Maria Laura sceglie quale pupa sfidare per cercare di rubarle il secchione e la sua scella scelta ricade su Asia che vince la prova, Maria Laura non viene eliminata ma diventa la "pupa insidiosa". La prima nuova coppia formata è composta da Emy e Alessandro. Tutte le coppie in gara hanno fatto le nomination per l'eliminazione, tra le due coppie più nominate i giudici hanno scelto quale mandare al Bagno di cultura insieme alla coppia peggiore della puntata. Al termine della puntata viene svelato il contenuto della busta custodita dai giurati; in questa puntata nessuno viene eliminato ma dovrà dormire nello sgabuzzo, alla coppia viene aggiunto Edoardo.
- Prove: Zucca quiz, Prova di televendita, Riconoscimento tattile, Calendario, Interpretazione dei Village People, Bagno di cultura.

| Pupa/o    | Secchione/a | Punteggi prove della puntata | Punteggi prove della puntata | Punteggi prove della puntata | Punteggi prove della puntata | Punteggi prove della puntata | Punteggi prove della puntata | Punteggi prove della puntata | Punteggi prove della puntata | Classifica con il punteggio totale della puntata | Esito                                      |
| Pupa/o    | Secchione/a | 1ª                           | 2ª                           | 3ª                           | 4ª                           | 5ª                           | 5ª                           | 5ª                           | 5ª                           | Classifica con il punteggio totale della puntata | Esito                                      |
| Pupa/o    | Secchione/a | 1ª                           | 2ª                           | 3ª                           | 4ª                           | Soleil                       | Federico                     | Antonella                    | Totale                       | Classifica con il punteggio totale della puntata | Esito                                      |
| --------- | ----------- | ---------------------------- | ---------------------------- | ---------------------------- | ---------------------------- | ---------------------------- | ---------------------------- | ---------------------------- | ---------------------------- | ------------------------------------------------ | ------------------------------------------ |
| Emy       | Alessandro  | N.D.                         | N.D.                         | N.D.                         | N.D.                         | N.D.                         | N.D.                         | N.D.                         | N.D.                         | 91                                               | Vincitori di puntata                       |
| Elena     | Aristide    | N.D.                         | N.D.                         | N.D.                         | N.D.                         | 10                           | 9                            | 7                            | 26                           | 85                                               | Nominati, salvi al Bagno di cultura        |
| Francesco | Annaclara   | N.D.                         | N.D.                         | N.D.                         | N.D.                         | 10                           | 9                            | 8                            | 27                           | 84                                               | Salvi                                      |
| Denis     | Ilaria      | N.D.                         | N.D.                         | N.D.                         | N.D.                         | 10                           | 8                            | 8                            | 26                           | 84                                               | Salvi                                      |
| Asia      | Mirko       | N.D.                         | N.D.                         | N.D.                         | N.D.                         | 10                           | 8                            | 10                           | 28                           | 74                                               | Salvi                                      |
| Alessio   | Valentina   | N.D.                         | N.D.                         | N.D.                         | N.D.                         | 10                           | 6                            | 7                            | 23                           | 70                                               | Nominati, salvi                            |
| Mila      | Gianmarco   | N.D.                         | N.D.                         | N.D.                         | N.D.                         | 10                           | 8                            | 8                            | 26                           | 67                                               | Perdono al bagno di cultura, Non eliminati |
| -         | Edoardo     | Non in gara                  | Non in gara                  | Non in gara                  | Non in gara                  | Non in gara                  | Non in gara                  | Non in gara                  | Non in gara                  | Non in gara                                      | Non in gara                                |

### Settima puntata -Semifinale
- Data: 26 aprile 2022
- Pupa per una sera: Malena
- Ospiti: Flavia Vento, Drusilla Gucci
- Coppie: Durante la settimana e in puntata vengono formate nuove coppie. In settimana Denis ha potuto scegliere di cambiare la secchiona e la sua scelta è stata Annaclara, Ilaria è stata accoppiata ad Alessio, di conseguenza Valentina è stata accoppiata a Francesco. Mila deve scegliere quale secchione tenere tra Gianmarco ed Edoardo, la scelta ricade su Gianmarco, la sorte del non scelto è custodito nella busta nera. I secchioni dovevano scegliere se cambiare la propria pupa con la "pupa insidiosa", nessuno decide di cambiare la propria pupa, di conseguenza Maria Laura viene accoppiata a Edoardo che si giocano l'ingresso in finale al bagno di cultura. Le ultime due coppie classificate si sfidano alla vasca di cultura, la perdente va automaticamente in nomination. Tutte le coppie in gara hanno fatto le nomination per l'eliminazione, tra le due coppie più nominate e la perdente della vasca di cultura i giudici hanno scelto quale mandare al Bagno di cultura insieme alla coppia composta Maria Laura ed Edoardo.
- Prove: Zucca quiz, Il cubodromo, Interpretazione dei Queen, Prova bodyguard, Bagno di cultura.

| Pupa/o      | Secchione/a | Punteggi prove della puntata | Punteggi prove della puntata | Punteggi prove della puntata | Punteggi prove della puntata | Classifica con il punteggio totale della puntata | Esito                                            |
| Pupa/o      | Secchione/a | 1ª                           | 2ª                           | 3ª                           | 4ª                           | Classifica con il punteggio totale della puntata | Esito                                            |
| ----------- | ----------- | ---------------------------- | ---------------------------- | ---------------------------- | ---------------------------- | ------------------------------------------------ | ------------------------------------------------ |
| Emy         | Alessandro  | N.D.                         | N.D.                         | N.D.                         | N.D.                         | 94                                               | Vincitori di puntata                             |
| Asia        | Mirko       | N.D.                         | N.D.                         | N.D.                         | N.D.                         | 86                                               | Salvi                                            |
| Denis       | Annaclara   | N.D.                         | N.D.                         | N.D.                         | N.D.                         | 85                                               | Salvi                                            |
| Francesco   | Valentina   | N.D.                         | N.D.                         | N.D.                         | N.D.                         | 82                                               | Salvi                                            |
| Alessio     | Ilaria      | N.D.                         | N.D.                         | N.D.                         | N.D.                         | 78                                               | Nominati, perdono al Bagno di cultura, Eliminati |
| Elena       | Aristide    | N.D.                         | N.D.                         | N.D.                         | N.D.                         | 64                                               | Nominati, salvi                                  |
| Mila        | Gianmarco   | N.D.                         | N.D.                         | N.D.                         | N.D.                         | 54                                               | Nominati, salvi                                  |
| Maria Laura | Edoardo     | Cambio coppia                | Cambio coppia                | Cambio coppia                | Cambio coppia                | Cambio coppia                                    | Salvi al Bagno di cultura                        |

### Ottava puntata -Finale
- Data: 3 maggio 2022
- Pupo per una sera: Giucas Casella
- Ospiti: Flavia Vento, Andrea Agresti[26]
- Coppie: Le coppie dell'ottava puntata rimangono le stesse della puntata precedente. Nella prima fase, composta dalle prime due prove, le ultime due coppie classificate si affrontano alla Vasca di cultura, la coppia perdente viene eliminata. Nella seconda fase, composta dalla prova Esibizione di ballo e citazione culturale, l'ultima coppia classificata viene eliminata mentre la prima classificata si qualifica direttamente al Bagno di cultura finale. Nella terza fase, composta dalla prova Zucca quiz, le coppie si sfidano in due scontri diretti, le due coppie perdenti si affrontano alla Vasca di cultura, la coppia perdente viene eliminata. Nella quarta fase, composta dalla prova Kiss marathon love, l'ultima coppia classificata viene eliminata mentre le due coppie salve affrontano le nomination dove viene assegnato uno svantaggio per la Prova di affinità che permette la qualificazione al Bagno di cultura dove sfidano Emy ed Alessandro per la vittoria finale.
- Prove: Gabbia dell'ignoranza, Adamo ed Eva, Esibizione di ballo e citazione culturale, Zucca quiz, Kiss marathon love, Prova di affinità, Bagno di cultura.

| Pupa/o      | Secchione/a | Punteggi prove della puntata | Punteggi prove della puntata | Classifica con il punteggio totale della prima fase | Esito prima fase                         | Punteggio della prova Esibizione di ballo e citazione culturale | Esito seconda fase     | Punteggio della prova Zucca quiz | Esito terza fase                         | Punteggio della prova Kiss marathon love | Esito quarta fase | Esito Prova di affinità | Esito                |
| Pupa/o      | Secchione/a | 1ª                           | 2ª                           | Classifica con il punteggio totale della prima fase | Esito prima fase                         | Punteggio della prova Esibizione di ballo e citazione culturale | Esito seconda fase     | Punteggio della prova Zucca quiz | Esito terza fase                         | Punteggio della prova Kiss marathon love | Esito quarta fase | Esito Prova di affinità | Esito                |
| ----------- | ----------- | ---------------------------- | ---------------------------- | --------------------------------------------------- | ---------------------------------------- | --------------------------------------------------------------- | ---------------------- | -------------------------------- | ---------------------------------------- | ---------------------------------------- | ----------------- | ----------------------- | -------------------- |
| Maria Laura | Edoardo     | N.D.                         | 3                            | 18                                                  | Salvi                                    | 27                                                              | Salvi                  | N.D.                             | Vincono alla Vasca di cultura, salvi     | 35                                       | Salvi             | Salvi                   | Vincitori            |
| Emy         | Alessandro  | N.D.                         | 1                            | 25                                                  | Vincitori prima fase                     | 30                                                              | Vincitori seconda fase |                                  |                                          |                                          |                   |                         | Secondi classificati |
| Francesco   | Valentina   | N.D.                         | 1                            | 23                                                  | Salvi                                    | 26                                                              | Salvi                  | N.D.                             | Salvi                                    | 29                                       | Salvi             | Eliminati               | Terzi classificati   |
| Asia        | Mirko       | N.D.                         | N.D.                         | 21                                                  | Salvi                                    | 29                                                              | Salvi                  | N.D.                             | Salvi                                    | 9                                        | Eliminati         |                         |                      |
| Denis       | Annaclara   | N.D.                         | 2                            | 24                                                  | Salvi                                    | 28                                                              | Salvi                  | N.D.                             | Perdono alla Vasca di cultura, Eliminati |                                          |                   |                         |                      |
| Mila        | Gianmarco   | N.D.                         | 5                            | 12                                                  | Salvi alla Vasca di cultura              | 19                                                              | Eliminati              |                                  |                                          |                                          |                   |                         |                      |
| Elena       | Aristide    | N.D.                         | 1                            | 17                                                  | Perdono alla Vasca di cultura, Eliminati |                                                                 |                        |                                  |                                          |                                          |                   |                         |                      |

## Ascolti
| Puntata    | Messa in onda  | Telespettatori | Share  |
| ---------- | -------------- | -------------- | ------ |
| 1          | 15 marzo 2022  | 2 003 000      | 12,62% |
| 2          | 22 marzo 2022  | 1 370 000      | 9,05%  |
| 3          | 29 marzo 2022  | 1 228 000      | 8,18%  |
| 4          | 5 aprile 2022  | 1 246 000      | 8,41%  |
| 5          | 12 aprile 2022 | 1 258 000      | 8,66%  |
| 6          | 19 aprile 2022 | 1 187 000      | 7,66%  |
| Semifinale | 26 aprile 2022 | 1 298 000      | 8,85%  |
| Finale     | 3 maggio 2022  | 1 253 000      | 9,80%  |
| Media      |                | 1 355 000      | 9,15%  |

### Ascolti giornalieri
In questa tabella sono indicati i risultati in termini di ascolto della striscia quotidiana andata in onda dal lunedì al venerdì su Italia 1 alle 13:00 con il titolo de La pupa e il secchione Short.
| Italia 1          | Settimana 1   | Settimana 2   | Settimana 3   | Settimana 4   | Settimana 5   | Settimana 6   | Settimana 7   |
| ----------------- | ------------- | ------------- | ------------- | ------------- | ------------- | ------------- | ------------- |
| Mercoledì         | 737 000 6,00% | 536 000 4,30% | 719 000 5,40% | 561 000 4,50% | 618 000 5,10% | 771 000 6,10% | 657 000 5,50% |
| Giovedì           | 721 000 5,60% | 582 000 4,60% | 765 000 5,80% | 590 000 4,80% | 577 000 4,70% | 701 000 5,30% | 568 000 4,60% |
| Venerdì           | 674 000 5,30% | 537 000 4,40% | 704 000 5,80% | 500 000 4,20% | 595 000 4,70% | 636 000 4,90% | N.D.          |
| Lunedì            | 723 000 5,40% | 643 000 4,90% | 761 000 5,10% | 519 000 4,30% | N.D.          | 846 000 6,40% | 666 000 5,60% |
| Martedì           | 776 000 6,00% | 675 000 5,40% | 682 000 5,70% | 610 000 5,10% | 665 000 5,00% | 300 000 1,80% | 623 000 5,40% |
| Media Settimanale | 726 000 5,70% | 595 000 4,70% | 634 000 5,20% | 576 000 4,28% | 567 000 4,76% | 826 000 4,47% | 623 000 4,98% |
| Media Finale      | 834 000 5,68% | 834 000 5,68% | 834 000 5,68% | 834 000 5,68% | 834 000 5,68% | 834 000 5,68% | 834 000 5,68% |